# Potez-CAMS 141
Die Potez-CAMS 141 war ein französisches Fernaufklärer-Flugboot, das in den 1930er Jahren im Werk des französischen Unternehmens CAMS entwickelt und hergestellt wurde.

## Entwicklung
Konstrukteur war Maurice Hurel. Der erste Prototyp flog erstmals Ende Januar 1938 und das offizielle Training bei den französischen Marinefliegern begann im August des gleichen Jahres auf dem Wasserfluggelände Lanvéoc-Poulmic.
Es wurde nur ein Exemplar ausgeliefert und registriert als FW-071, bevor die deutsche Invasion in Frankreich begann und die Produktion am 18. Juni 1940 eingestellt werden musste. Die CAMS 141 war ab 1939 bei der französischen Marine Escadrille an Stützpunkten in Französisch-Nordafrika im Einsatz und flog Patrouillen im Mittel- und Südatlantik. Nach der alliierten Landung in Nordafrika fliegt das Flugzeug für die Forces françaises libres.
Beim letzten Einsatz der CAMS 141, die mit dem Maschinennamen Antares beschriftet war, versenkte die FW-071 das deutsche U-Boot U 105 am 2. Juni 1943 im Mittelatlantik vor Dakar. Ende 1943 wurde die Antares mangels Ersatzteilen ausgeschlachtet und der Rest verschrottet.

## Technische Daten

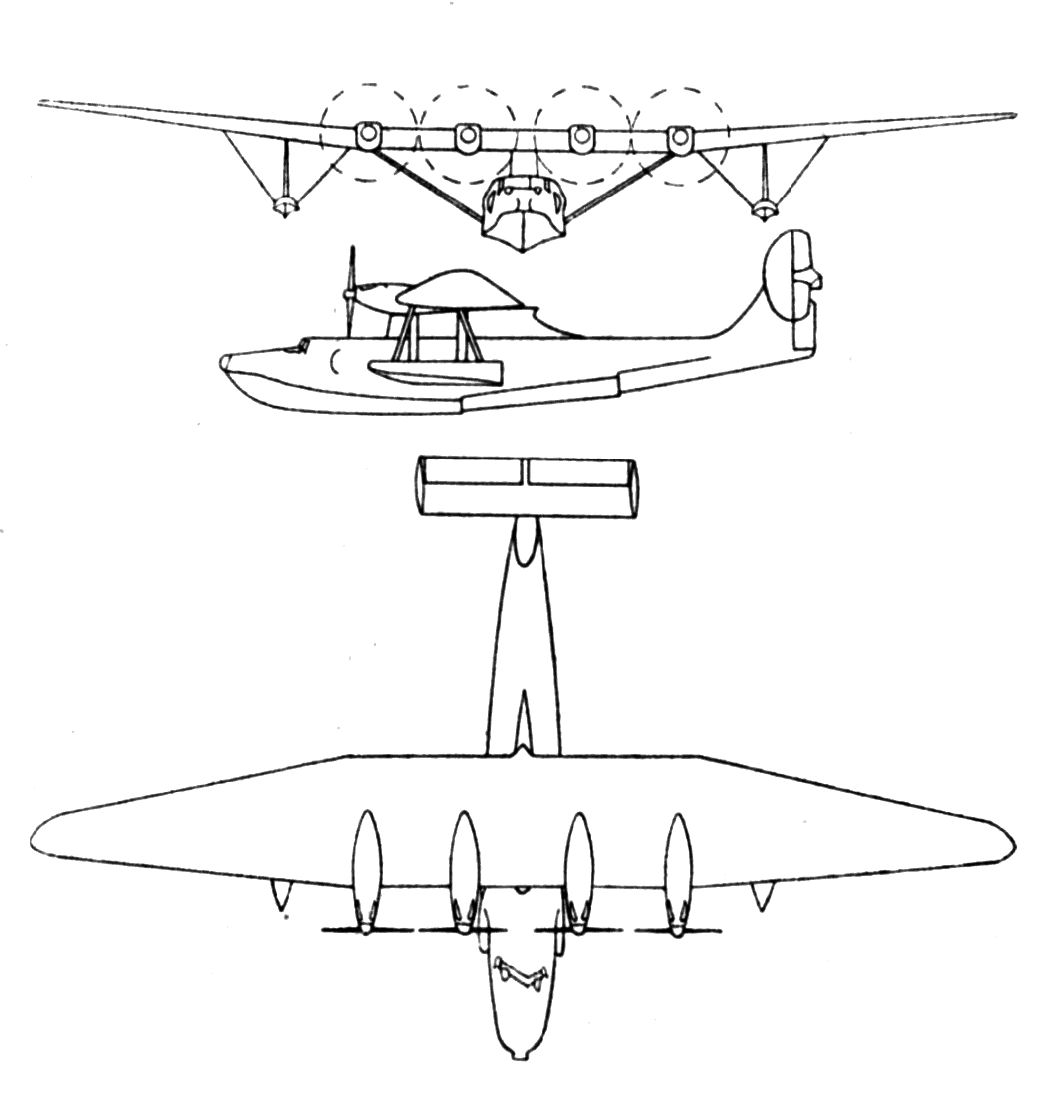
Dreiseitenansicht

| Kenngröße             | Daten                                                                                                 |
| --------------------- | --- |
| Besatzung             | 9–12                                                                                                  |
| Länge                 | 24,31 m                                                                                               |
| Spannweite            | 41,01 m                                                                                               |
| Höhe                  | 7,85 m                                                                                                |
| Flügelfläche          | 171,1 m²                                                                                              |
| Flügelstreckung       | 9,8                                                                                                   |
| Leermasse             | 15.031 kg                                                                                             |
| Startmasse            | normal 23.148 kg maximal 26.055 kg                                                                    |
| Triebwerke            | 4 × flüssigkeitsgekühlte Zwölfzylinder-V-Motoren mit 640 kW (870 PS) und Dreiblatt-Verstellpropellern |
| Typ                   | 2 × Hispano-Suiza 12Y-26, 2 × Hispano-Suiza 12Y-27                                                    |
| Flächenbelastung      | 135 kg/m²                                                                                             |
| Höchstgeschwindigkeit | 320 km/h                                                                                              |
| Reisegeschwindigkeit  | 260 km/h                                                                                              |
| Flugdauer             | 30 h                                                                                                  |
| Dienstgipfelhöhe      | 5.600 m                                                                                               |
| Bewaffnung            | sechs 7,5-mm-Maschinengewehre auf verschiedene Positionen verteilt                                    |
| Bombenlast            | bis zu 1500 kg Bomben oder Minenmunition                                                              |